# Stanisław Czumrajew
Stanisław Czumrajew (ukr. Станіслав Чумраєв, ur. 28 października 1987) – ukraiński wioślarz.

## Osiągnięcia
- Mistrzostwa Świata U-23 – Hazewinkel 2006 – ósemka – 9. miejsce[1].
- Mistrzostwa Świata U-23 – Račice 2009 – czwórka ze sternikiem – 4. miejsce[1].
- Mistrzostwa Europy – Brześć 2009 – dwójka bez sternika – 9. miejsce[1].